# Slag bij Moordrecht
De Slag bij Moordrecht vond plaats tijdens de laatste opstand van de Hoekse en Kabeljauwse twisten, genaamd de Jonker Fransenoorlog. De slag vond op 18 juni 1490 plaats nabij Moordrecht aan de oevers van de Hollandse IJssel. De Hoeken uit Rotterdam wilden zich op listige wijze bevoorraden met kleine schepen, de Kabeljauwse tegenstander wist ze echter op een strategische manier te verslaan.

## Achtergrond
De Rotterdammers hadden weer voedseltekorten vanwege de belegeringen rondom de stad. Vanuit Woerden werd door Reynier van Broeckhuysen en Hendrik van Brederode voor een nieuwe impuls voor levensmiddelen gezorgd, het land van Utrecht werd afgestroopt voor tarwe, koren en wijn. Dit lukte aardig maar alle waterwegen in zowel Holland als Utrecht werden in de gaten gehouden door Kabeljauwse krijgsvolk. Er werd besloten om de goederen in Boskoop over te hevelen en vanuit Rotterdam de levensmiddelen daar op te halen. Van Broekhuyzen trof 200 manschappen aan bij de Gouwse sluis die hij wist te verjagen, bij deze watergang moesten ze vanuit Rotterdam voorbij kunnen komen om in Boskoop te kunnen naderen.

## Slag
Vanuit Rotterdam vertrokken hoofdmannen Jan van Naaldwijk, Cornelis van Treslong, Hendrik van Wyts en Klaas de Leeuw met circa 1200 manschappen en een honderdtal kleine en grote schepen in de nacht van 17 op 18 juni 1490. In Boskoop wachtte Van Broekhuyzen met 700 man op de Rotterdammers en volgde er een succesvolle overdracht. Op de terugweg leek alles goed te gaan maar ter hoogte van Moordrecht stond een leger van 2400 man te wachten, velen waren of lagen verstopt in boerenschuren of in het riet. De strijd duurde 5 uur langs en op de Hollandse IJssel, terwijl het Rotterdamse krijgsvolk ver in de minderheid was. Bij de hoeken verloren Cornelis van Treslong en Klaas de Leeuw het leven. Jan van Naaldwijk wist een eind te ontsnappen maar werd dan toch uit het water gevist, evenals Hendrik van Wyts. 350 Hoekse manschappen werden gevangengenomen, 550 lieten het leven. Slechts 300 man wist naar Rotterdam terug te keren.

## Nasleep
Alle buitgemaakte goederen werden binnen Gouda gebracht. In Rotterdam zagen ze deze nederlaag met lede ogen tegemoet en werd de levensvatbare situatie steeds slechter. Jan van Naaldwijk werd gevangengezet in Dordrecht, maar werd na enkele maanden vrijgelaten om politieke redenen. Hij moest Frans van Brederode ervan overtuigen zijn strijd vanuit Rotterdam te staken, Van Brederode nam ook uiteindelijke de beslissing (mede op aandringen van de Rotterdamse bevolking) om Rotterdam te verlaten. De 2400 Kabeljauwse bondgenoten zouden volgens een bepaalde bron Oostenrijkse huurlingen geweest zijn die meegereisd waren met Maximiliaan van Oostenrijk.